# Roberto Esposito
Roberto Esposito (Nápoles, 1 de fevereiro de 1950) é um filósofo italiano, especialista em filosofia moral e política.
Leciona Filosofia Teorética no 	Instituto de Ciências Humanas e Sociais da Escola Normal Superior de Pisa É pesquisador do Centro Universitario di Ricerca sul Lessico Politico e Giuridico Europeo (CIRLPGE)  É reconhecido principalmente pelas contribuições ao debate acerca da biopolítica. Trabalhando com uma gama ampla de autores como: Carl Schmitt, Maquiavel, Simone Weil, Hannah Arendt, Foucault, Georges Bataille, Leo Strauss, entre outros, suas reflexões têm como temas principais o impolítico, a comunidade, a imunidade, a biopolítica, a desconstrução do paradigma da pessoa, o pensamento do impessoal, a Italian Theory e a filosofia européia.
Codiretor e cofundador da revista Filosofia Politica em 1987, trabalhou como consultor em importantes revistas e editoras especializadas. Estudioso do léxico político em uma dimensão filosófico-política, Esposito destacou o caráter conflituoso da dimensão política através da introdução de novas categorias intelectuais, muitas delas inspiradas nas obras de Arendt, Heidegger e  Nietzsche. Esse caminho o levou a contrastar, por exemplo, os conceitos de Communitas e Immunitas como os dois polos da ação coletiva em oposição à ação individual.

## Obras
- La politica e la storia. Machiavelli e Vico  (Liguori, Napoli 1984). Traduzido em japonês (Geiritsu Shuppan, Tokyo 1986).
- Categorie dell'impolitico (Il Mulino, Bologna 1988; 1999). Traduzido em inglês (Fordham, New York 2015), espanhol (Katz, Buenos Aires 2006) francês (Seuil, Paris 2005) e chinês (Chongqing Univ. Press).
- Nove pensieri sulla politica (il Mulino, Bologna 1993; 2011). Traduzido em espanhol (Trotta, Madrid 1996 e  Fondo de cultura económica, Buenos Aires 2012) e inglês (Minnesota Un. Press, Minneapolis).
- L'origine della politica. Hannah Arendt o Simone Weil? (Donzelli, Roma 1996; 2014). Traduzido em espanhol (Paidós, Barcelona) e inglês (Fordham, New York).
- Communitas. Origine e destino della comunità, (Einaudi, Torino 1998; 2006). Traduzido em inglês (Stanford Univ. Press, 2010), francês (Puf, Paris 2000)  espanhol (Amorrortu, Buenos Aires-Madrid 2003), alemão (Diaphanes, Zürich-Berlin 2005) e coreano (Nanjang, Seul 2012).
- Immunitas. Protezione e negazione della vita (Einaudi, Torino, 2002), Traduzido em inglês (Polity Press, London 2011), alemão (Diaphanes, Zürich-Berlin 2004) espanhol ( Amorrortu, Buenos Aires-Madrid 2005), coreano (Nanjang, Seul 2012) esloveno (Koda, Beletrina, 2014); tradução portuguesa em curso (UFMG).
- Bios. Biopolitica e filosofia (Einaudi, Torino 2004). Traduzido em inglês (Minnesota, Minneapolis 2008) espanhol (Amorrortu, Buenos Aires-Madrid 20) português (Edições 70, Lisboa 2010) e português do Brasil (em curso, pela UFMG); esloveno (Zalozba, Lubiana) chinês (Henan University Press), coreano (Nanjang, Seul).
- Terza persona. Politica della vita e filosofia dell'impersonale (Einaudi, Torino, 2007). Traduzido em inglês (Polity Press, London 2012), espanhol (Amorrortu, Buenos Aires-Madrid 2009) japonês (Kodansha, Tokyo 2011), alemão (parcialmente), com o título Person und menschliches Leben (Diaphanes, Zürich-Berlin 2010).
- Termini della politica. Comunità, immunità, biopolitica (Mimesis, Milano 2008). Traduzido em inglês (Fordham, New York 2012) espanhol (Herder, Barcelona 2009), francês (Les Prairies Ordinaires, Paris 2010), polonês (em curso).
- Pensiero vivente. Origine e attualità della filosofia italiana Einaudi, Torino 2010. Traduzido em inglês (Stanford Un. Press, Stanford 2012), espanhol (Amorrortu, Buenos Aires-Madrid 2012), português  (UFMG, 2013).
- Due. La macchina della teologia politica e il posto del pensiero (Einaudi, Torino, 2013). Traduzido em inglês (Fordham, New York, 2015) espanhol (Amorrortu, Buenos Aires 2016) francês (em curso: Diaphanes, França), alemão (Diaphanes, Alemanha), português (em curso, pela UFMG).
- Le persone e le cose (Einaudi, Torino 2014). Traduzido em inglês (Polity Press, London, 2015), espanhol (em curso: Katz), coreano (Chaos Book) chinês (Henan).
- Da fuori. Una filosofia per l’Europa (Einaudi, Torino 2016). Tradução  inglesa em curso  (Polity Press) espanhol (Amorrortu).
- Politica e negazione. Per una filosofia affermativa (Einaudi, 2018)

### Obras publicadas em português
- As pessoas e as coisas. Tradução de Andrea Santurbano e Patricia Peterle. Editora Rafael Copetti, 2016. 142p. ISBN 9788567569291
- Bios. Biopolítica e Filosofia. Edições 70, 2010, 272p. ISBN 9789724416090
- Bios: Biopolítica e Filosofia. Editora UFMG, 2017, 272p. ISBN 9788542302240
- Categorias do Impolitico. Tradução de Davi Pessoa. Editora Autêntica, 2019. 318p.  ISBN 9788551304211
- Dois - A máquina da teologia política e o lugar do pensamento. Tradução de Henrique Burigo Editora UFMG, 2019, 307p. ISBN 9788542302998
- Institutio : Sobre crises e valores das instituições. Prefácio de Roberto Romano. Tradução de Andrea Santurbano e Patricia Peterle. Editora Rafael Copetti, 2021. ISBN 9786586877151
- Pensamento vivo - Origem e atualidade da filosofia italiana. Tradução de Henrique Burigo. Editora UFMG, 2013. 349p. ISBN 9788542300253
- Termos da Política: Comunidade, Imunidade, Biopolítica. Introdução de Timothy Campbell; tradução de Luiz Ernani Fritoli (Introdução; Parte II; Parte III, itens 3 e 4), João Paulo Arros (Parte I), Angela Couto Machado Fonseca (Parte III, itens 1 e 5) e Ricardo Marcelo Fonseca (Parte III, item 2). Curitiba: Ed. UFPR, 2017. ISBN 9788584800940
- Unfinished Italy: paradigmas para um novo pensamento. Tradução de Andrea Santurbano e Patricia Peterle. Editora Rafael Copetti, 2019, 40p. ISBN 978-85-67569-47-5